# Национальная библиотека Ингушетии
Национальная библиотека Республики Ингушетия (НБРИ) имени Дж. Х. Яндиева (ингуш. Янданаькъан Х. Ж. цӀерагӀа йола ГӀалгӀай Республика Къаман библиотек) — российская библиотека, основанная в 1993 году и находящаяся в городе Сунжа, Ингушетия.

## История
6 апреля 1993 года было принято решение о создании библиотеки. Первоначально она называлась республиканской библиотекой. 9 августа 1994 года библиотеке было предоставлено здание кинотеатра во временное пользование.
В октябре 1995 года библиотека открылась для читателей. Её руководителем стала Радима Абдуллаевна Газдиева, Заслуженный работник культуры Российской Федерации. В 1997 году в Ингушетии был принят закон, по которому библиотека получала обязательный экземпляр документов. 13 июля 1999 года библиотеке был присвоен статус национальной библиотеки.
С 1997 года в библиотеке ведутся исследования истории развития библиотечного дела республики. С 1998 года библиотеке ведётся библиографический указатель «Летопись печати Республики Ингушетия» и работает издательский проект «Республика Ингушетия. События и даты».
В 2002 году при библиотеке было создано Ингушское библиотечное общество. В 2004 году здание библиотеки открылось после реконструкции. В 2005 году при библиотеке открылся публичный центр правовой информации, а в 2007 году — центр цифровых технологий.
В начале 2010-х годов открылся Центр для незрячих и слабовидящих «Доступная среда», а в 2015 году — Многофункциональный мобильный культурный центр.
В 2020 году около 30 сотрудников библиотеки прошли переподготовку в других российских информационно-библиотечных центрах в рамках проекта «Творческие люди» национального проекта «Культура».

## Описание
Фонд библиотеки включает около 150 тысяч экземпляров документов и около 230 наименований периодических изданий. Фонд включает 4 тысячи книг, переданных в 1995 году Министерством культуры России, 5 тысяч экземпляров из коллекции Н. Г. Ахриева, полученных в 2001 году, и 321 экземпляр из коллекции М. М. Базоркина, полученных в 2005 году.
Библиотека имеет электронную базу на 200 тысяч записей и электронный каталог, доступный на сайте.
При библиотеке работает Издательский отдел, в котором реализуются около 20 издательских краеведческих проектов и в котором было издано около 200 изданий.